# Доктор Џекил и господин Хајд (филм из 1908)
Доктор Џекил и господин Хајд (енгл. Dr. Jekyll and Mr. Hyde) амерички је црно-бели неми хорор филм из 1908. године, редитеља Отиса Тарнера, у коме главне улоге тумаче Хобарт Бозворт и Бети Харте. Представља прву филмску адаптацију романа Чудни случај доктора Џекила и господина Хајда (1886) аутора Роберта Луиса Стивенсона. Упркос разлици у сценарију и оригиналној причи, филм је послужио као модел за све предстојеће филмске адаптације овог романа, укључујући и верзију из 1931.
Наводи се као први амерички хорор филм. Ниједна копија филма није сачувана до данас, па се сматра изгубљеним.

## Радња
Филм почиње подизањем завесе. У башти, доктор Џекил исказује своју љубав према викаревој ћерки Алиси. Међутим, под дејством зависности од његовог хемијског напитка, Џекил нагло мења своје понашање и дивљачки напада Алису. Када отац покуша да је заштити, Џекил га убија...

## Улоге
| Глумац         | Улога                        |
| -------------- | ---------------------------- |
| Хобарт Бозворт | доктор Џекил / господин Хајд |
| Бети Харте     | Алиса                        |